# Kropka unipunctata
Kropka unipunctata är en insektsart som först beskrevs av Dlabola 1957.  Kropka unipunctata ingår i släktet Kropka och familjen dvärgstritar. Inga underarter finns listade i Catalogue of Life.